# Fernando Larraín
Fernando José Larraín de Toro (Santiago, 21 de septiembre de 1962) es un actor, comediante, cantante y presentador de radio y televisión chileno de ascendencia vasca.

## Biografía
Fernando José Larraín de Toro nació un 21 de septiembre de 1962, en la capital de Santiago, en Chile. 
Estudió teatro en la Escuela Teatro Imagen de Gustavo Meza, egresado en 1985.
En sus inicios, formó parte del trío musical y humorístico Fresco y Natural después del Postre, en el cual realizaban parodias de artistas del jet set chileno y creaban canciones muy divertidas, junto a su amigo, el también comediante y actor Felipe Izquierdo; y su hermano, el presentador de televisión Nicolás Larraín. Ambos, más tarde, debutaría como conductores de su programa Chile Tuday, en el canal de televisión chileno Mega.
Luego, debutó como actor, participando en varias comedias y telenovelas como Si yo fuera rico, 100 días para enamorarse y la serie de comedia Casado con hijos, remake de una comedia estadounidense Casados con Hijos, en este último en donde adquirió una gran popularidad y cariño. También es conocido por sus reiteradas colaboraciones en las películas de Los Hermanos Badilla desde el año 2011 cuando fue uno de los protagonistas de la película El Limpiapiscinas . Desde entonces ha participado en las 10 películas de Sebastián Badilla y Gonzalo Badilla donde se incluyen títulos de películas como El Babysitter , Mamá Ya Crecí , Maldito Amor , No Quiero Ser Tu Hermano y Eternamente Adolescente estrenada el 2023.
Además, muestras sus dotes de cantante, ya que fue vocalista de la banda Varella. Actualmente participa junto a sus hermanos Nicolás y Pablo; y a su madre en el programa radial  "¡Liberen a Nicolás!" de FM Tiempo.

## Vida personal
Es hijo de Fernando Larraín Munita (conocido como el «mago Larraín» o el «mago Helmut») y de Sonia de Toro Serrano, y es hermano del presentador de televisión Nicolás Larraín. Además, es primo del comentarista deportivo Juan Cristóbal Guarello. Fernando Larraín es descendiente directo de Mateo de Toro y Zambrano y de los Presidentes de la República Francisco Antonio Pinto y Manuel Bulnes. 
Con sus dos hermanos, Nicolás y Pablo, comparten cabina junto con su madre Sonia, en el programa de radio del primero, ¡Liberen a Nicolás!. 
Está casado con Gabriela Olivares, con quien tuvo tres hijos.

## Filmografía

### Cine
| Año  | Película                         | Rol                             |
| ---- | -------------------------------- | ------------------------------- |
| 1995 | La rubia de Kenedy               | Pato                            |
| 2003 | Cesante                          | Boy Scout / Mafioso (voz)       |
| 2003 | El nominado                      | Andrés                          |
| 2004 | Promedio rojo                    | Manolo                          |
| 2008 | Fiesta Patria                    | Manuel Eduardo                  |
| 2011 | El Limpiapiscinas                | Papá de Nicole                  |
| 2013 | El Babysitter                    | Cesar                           |
| 2014 | Mamá ya crecí                    | Vittorio                        |
| 2014 | Brillantes                       | Rubén Barrena                   |
| 2014 | El Incontrolable Mundo Del Azar  | Raúl Brito                      |
| 2015 | Alma                             | Fernando Toro                   |
| 2017 | Se busca novio... para mi mujer  | Daniel Alegría                  |
| 2018 | American Huaso                   | Salam Yassuff II                |
| 2019 | Hecho bolsa                      | Compañero de trabajo de Alfredo |
| 2019 | No quiero ser tu hermano         | Freddy                          |
| 2021 | Un loco matrimonio en cuarentena |                                 |
| 2023 | Papá al rescate                  | Fernando                        |

### Telenovelas
| Año       | Título                   | Personaje              | Canal    |
| --------- | ------------------------ | ---------------------- | -------- |
| 1988      | Semidiós                 | Lucas Guerrero         | Canal 13 |
| 1995      | Estúpido cupido          | Guillermo Sandoval     | TVN      |
| 2011      | Aquí mando yo            | Maximiliano Montenegro | TVN      |
| 2012      | Separados                | Emilio Marambio        | TVN      |
| 2013      | Somos los Carmona        | Roberto Velasco        | TVN      |
| 2014      | Pituca sin lucas         | Esteban Chizarreta     | Mega     |
| 2015      | Papá a la deriva         | Miguel Ayala           | Mega     |
| 2016-2017 | Ámbar                    | Gastón Fernández       | Mega     |
| 2018      | Si yo fuera rico         | Rubén de la Maza       | Mega     |
| 2019      | Isla paraíso             | Alberto "Tito" Tenedor | Mega     |
| 2019-2020 | 100 días para enamorarse | Javier Muñoz           | Mega     |

### Series y unitarios
| Series y unitarios | Series y unitarios                   | Series y unitarios          | Series y unitarios |
| Año                | Serie                                | Rol                         | Canal              |
| ------------------ | ------------------------------------ | --------------------------- | ------------------ |
| 1994-1998          | Corazones Service                    | Clinton, Cupido Motorizado  | Canal 13           |
| 1999-2002          | Chile Tuday                          | Conductor                   | Mega               |
| 2004               | La vida es una lotería               | Juan Pablo                  | TVN                |
| 2005               | Loco por ti                          | Chico del Video Club        | TVN                |
| 2005-2006          | La Nany                              | Bruno Órdenes               | Mega               |
| 2006-2008; 2023    | Casado con hijos                     | Alberto "Tito" Larraín      | Mega               |
| 2011               | Ala Chilena                          | Guillermo "Willy" Benavente | TVN                |
| 2012               | El diario secreto de una profesional | Jorge                       | TVN                |

## Programas de televisión
- Arroz con leche (RED Television, 1994) - Protagonista
- La muralla infernal (Mega, 2009) - Participante
- A/Z (TVN, 2010) - Panelista
- Fruto prohibido (TVN, 2011) - Invitado
- Buenos días a todos (TVN, 2012) - Invitado
- Juga2 (TVN, 2013) - Participante
- Zona de Estrellas (Zona Latina, 2014) - Invitado
- Mega humor (Mega, 2024) - invitado

## Teatro
- Divorciados (2013), (2014)
- La familia ante todo

## Publicidad

### Comerciales de televisión
- Banco Santander (2002-2014) - Protagonista del comercial
- Petrobras (2021-presente) - Protagonista de los comerciales junto con Javiera Contador.

## Programas de radio
| Programa           | Año       | Rol       | Emisora   |
| ------------------ | --------- | --------- | --------- |
| Liberen a Nicolás! | 2005-2018 | Panelista | FM Tiempo |